# Broadway
Broadway — RISC-микропроцессор архитектуры POWER, разработанный компанией IBM для игровой приставки 7-го поколения Nintendo Wii. Производится по технологии кремний на изоляторе и 90 нм технологическому процессу. В IBM утверждают, что энергопотребление процессора снизилось на 20 % по сравнению с его предшественником Gekko, производившемуся по 180 нм технологическому процессу и применявшемуся в Nintendo GameCube.
Broadway производится IBM из 300 мм кремниевых пластин на полупроводниковой фабрике в Ист Фишкилл (штат Нью-Йорк, США). Сборка, монтаж и тестирование процессоров производится на производственных мощностях IBM в Бромоне (Квебек, Канада). Официально IBM и Nintendo публикуют очень мало информации относительно Broadway. Неофициально же утверждается, что он является производным от работающего с тактовой частотой 485 МГц процессора Gekko, и на частоте 729 МГц работает на 50 % быстрее предшественника. Появившийся в 2006 году PowerPC 750CL фактически является копией Broadway за тем лишь исключением, что процессор может поставляться с различной тактовой частотой от 400 до 1000 МГц.
В марте 2009 года IBM отгрузила Nintendo 50-миллионный процессор Broadway.

## Технические характеристики
- Технология производства: 90 нм.
- Площадь чипа — 19 мм2.
- Ядро архитектуры POWER, специально модифицированное для платформы Wii.
  - Суперскалярный конвейер с шестью портами исполнения: два целочисленных, по одному для вычислений с плавающей запятой, системных регистров, ветвления и загрузки/выгрузки. Статическое и динамическое предсказание ветвлений.
- Технология кремний на изоляторе CMOS.
- Обратная совместимость с процессором Gekko.
- Тактовая частота: 729 МГц.
- Вычисления с 32-битными целыми числами.
- Вычисления с 64-битными числами с плавающей запятой (или 2 × 32-bit SIMD).
- Кеш-память 1-го уровня: 64 КБ (32 КБ для команд и 32 КБ для данных), 8-путная ассоциативность.
- Кеш-память 2-го уровня: 256 КБ, 2-путная ассоциативность.
- Производительность: 2,9 GFLOPS.

### Внешняя шина
- Ширина: 64 бита.
- Тактовая частота: 243 МГц.
- Пропускная способность: 1,9 ГБ/с.